# BOYZ
『BOYZ』は、SixTONESの15作目のシングル。2025年6月4日にSony Music Labelsから発売。

## リリース
表題曲「BOYZ」は、テレビアニメ『WIND BREAKER Season 2』のオープニングテーマであり、自分の居場所を見つけ、守りたいもののために戦う強さを、疾走感溢れるバンドサウンドに乗せたエモーショナルラウドロック。
本シングルは、初回盤A・B・通常盤の3形態でリリースされた。カップリング曲として、初回盤A・Bには、二度目となるメンバーソロ曲が収録され、通常盤には「怪進撃」「So What」に加え、前作「バリア」のリミックスバージョン「バリア -Sweet Retro Soul Remix-」が収録される。
玉置浩二、菅田将暉、平井大、T.Kuraなどがメンバーソロ楽曲を提供した。
初回盤AのDVDには「BOYZ」のミュージックビデオ・メイキング・ダンスパフォーマンス映像、初回盤BのDVDには、アルバム『GOLD』の制作ドキュメンタリー映像が収録される。

### プロモーション
- 3月2日、SixTONESがテレビアニメ『WIND BREAKER Season 2』のオープニングテーマを担当することが発表された[8]。
- 5月2日、YouTubeにてMVが公開された[9]。
- 5月6日、本シングルのカップリング曲として、メンバーのソロ楽曲が収録されることが発表された[10]。
- 6月2日に放送されたTBSテレビ系列『CDTVライブ! ライブ!』にて、「BOYZ」フルサイズをテレビで初披露した[11]。
- 発売日の6月4日、「BOYZ」のサブスク配信が解禁された[12]。

### 特典
- 初回盤A：RUBBERZ (ラバーキーホルダー)[13]
- 初回盤B：RIBBONZ (リボンキーホルダー)[13]
- 通常版：FILEZ (A5クリアファイル)[13]

## 収録内容

### CD

#### 初回盤A
1. BOYZ [3:05]
作詞・作曲：Ryo"tono"Nakamura、編曲：Naoki Itai
  - テレビアニメ『WIND BREAKER Season 2』オープニングテーマ
2. 憧憬のアーチ（Hokuto Matsumura） [4:23]
作詞・作曲：Masaki Suda / Shuta Nishida、編曲：Shuta Nishida
3. にたものどうし（Yugo Kochi） [3:36]
作詞・作曲：invisible manners、編曲：Kotaro Egami
4. 虹、僕（Jesse） [4:07]
作詞：Jesse、作曲：Koji Tamaki、編曲：Tomi Yo

#### 初回盤B
1. BOYZ
2. Night rider（Taiga Kyomoto） [3:10]
作詞：ONIGASHIMA
作曲：Maria Marcus / Samuel Waermo / Rasmus Viberg / Atsushi Shimada
編曲：Atsushi Shimada
3. Life is…（Shintaro Morimoto） [3:18]
作詞：EIGO（ONEly Inc.） and Dai Hirai
作曲：Dai Hirai
編曲：Dai Hirai and Haruhito Nishi（ONEly Inc.）
4. No Cap（Juri Tanaka） [2:39]
作詞：D&H（PURPLE NIGHT） / JUNE / Juri Tanaka
作曲：T.Kura / D&H（PURPLE NIGHT） / JUNE / Juri Tanaka
編曲：T.Kura

#### 通常盤
1. BOYZ
2. 怪進撃 [3:16]
作詞：MiNE、作曲：MiNE / Kota Sahara、編曲：Kota Sahara
3. So What [3:53]
作詞：ONIGASHIMA、作曲・編曲：Josef Melin
4. バリア -Sweet Retro Soul Remix- [4:17]
リミックスプロデュース：Takashi Yamaguchi、作詞・作曲：Zembnal
5. BOYZ -instrumental-

### DVD

#### 初回盤A
1. BOYZ -Music Video-
2. BOYZ -Music Video Making-
3. BOYZ -Dance Performance Only ver.-

#### 初回盤B
1. Documentary of "GOLD"

## チャート成績
初週35.7万枚を売り上げ、オリコン週間シングルランキングにて初登場1位を記録し、前作「バリア」に続き、14作連続、通算14作目の1位獲得となった。また、男性アーティスト史上4組目となる、14作連続での初週売上30万枚超えも達成した。

## テレビ披露
| 番組名               | 放送局        | 出演日        |
| -------------------- | ------------- | ------------- |
| CDTV ライブ! ライブ! | TBSテレビ系列 | 2025年6月2日  |
| 音楽の日             | TBSテレビ系列 | 2025年7月19日 |